# توماس ألبرت ماكفرلين
توماس ألبرت ماكفرلين (9 يوليو 1890 في نيوزيلندا - 20 أبريل 1967 في نيوزيلندا) (بالإنجليزية: Thomas Albert McFarlane)‏ هو لاعب كريكت نيوزلندي.

## وصلات خارجية
- توماس ألبرت ماكفرلين على موقع إي آس بي آن كريك إنفو (الإنجليزية)